# العلاقات الجورجية المولدوفية
العلاقات الجورجية المولدوفية هي العلاقات الثنائية التي تجمع بين جورجيا ومولدوفا.

## مقارنة بين البلدين
هذه مقارنة عامة ومرجعية للدولتين:
| وجه المقارنة                                              | جورجيا                          | مولدوفا                           |
| --------------------------------------------------------- | ------------------------------- | --------------------------------- |
| المساحة (كم2)                                             | 69.70 ألف                       | 33.85 ألف                         |
| عدد السكان (نسمة)                                         | 3.72 مليون                      | 2.55 مليون                        |
| الكثافة السكانية (ن./كم²)                                 | 53.37                           | 75.33                             |
| العاصمة                                                   | تبليسي، كوتايسي                 | كيشيناو                           |
| اللغة الرسمية                                             | اللغة الجورجية، اللغة الأبخازية | اللغة المولدوفية، اللغة الرومانية |
| العملة                                                    | لاري جورجي                      | ليو مولدوفي                       |
| الناتج المحلي الإجمالي (بليون دولار)                      | 15.16 مليار                     | 8.13 مليار                        |
| الناتج المحلي الإجمالي (تعادل القوة الشرائية) بليون دولار | 35.68 مليار                     | 17.94 مليار                       |
| الناتج المحلي الإجمالي الاسمي للفرد دولار أمريكي          | 3.79 ألف                        | 3.65 ألف                          |
| الناتج المحلي الإجمالي للفرد دولار أمريكي                 |                                 | 4.98 ألف                          |
| مؤشر التنمية البشرية                                      | 0.754                           | 0.693                             |
| رمز المكالمات الدولي                                      | +995                            | +373                              |
| رمز الإنترنت                                              | .ge، .გე ‏                       | .md                               |
| المنطقة الزمنية                                           | ت ع م+04:00                     | ت ع م+02:00، ت ع م+03:00          |

## مدن متوأمة
في ما يلي قائمة باتفاقيات التوأمة بين مدن جورجية ومولدوفية:
- ترتبط سوخومي مع تيراسبول باتفاقية توأمة.[14]
- ترتبط تسخينفالي مع تيراسبول باتفاقية توأمة.
- ترتبط أوشامشير مع بيندر باتفاقية توأمة.
- ترتبط تبليسي مع كيشيناو باتفاقية توأمة منذ 1975.

## منظمات دولية مشتركة
يشترك البلدان في عضوية مجموعة من المنظمات الدولية، منها:
| علم المنظمة | اسم المنظمة                             | تاريخ انضمام جورجيا | تاريخ انضمام مولدوفا |
| ----------- | --------------------------------------- | ------------------- | -------------------- |
|             | يونسكو                                  | 7 أكتوبر 1992       | 27 مايو 1992         |
|             | الفريق المعني برصد الأرض                | ?                   | ?                    |
|             | مؤسسة التمويل الدولية                   | 29 يونيو 1995       | 10 مارس 1995         |
|             | مجلس أوروبا                             | 27 أبريل 1999       | ?                    |
|             | مؤسسة التنمية الدولية                   | 31 أغسطس 1993       | 14 يونيو 1994        |
|             | منظمة التجارة العالمية                  | 14 يونيو 2000       | ?                    |
|             | منظمة الأمن والتعاون في أوروبا          | 24 مارس 1992        | 30 يناير 1992        |
|             | المنظمة الأوروبية لسلامة الملاحة الجوية | 2012                | 2000                 |
|             | الاتحاد البريدي العالمي                 | ?                   | ?                    |
|             | الاتحاد الدولي للاتصالات                | 7 يناير 1993        | 20 أكتوبر 1992       |
|             | الأمم المتحدة                           | 31 يوليو 1992       | 2 مارس 1992          |
|             | منظمة التعاون الاقتصادي للبحر الأسود    | 25 يونيو 1992       | ?                    |
|             | البنك الدولي للإنشاء والتعمير           | 7 أغسطس 1992        | 12 أغسطس 1992        |

## وصلات خارجية
- موقع وزارة الخارجية الجورجية
- موقع وزارة الخارجية المولدوفية